# Ośrodek pomocy społecznej
Ośrodek pomocy społecznej, ośrodek pomocy rodzinie – instytucja samorządowa świadcząca pomoc społeczną, działająca w każdej gminie (w gminie miejskiej jest to miejski ośrodek pomocy społecznej, zaś w gminie wiejskiej to gminny ośrodek pomocy społecznej).
Ośrodek tworzony jest na podstawie uchwały rady gminy, która nadaje mu statut i przekazuje w zarząd określone mienie. Podmiot ten nie ma osobowości prawnej, działa jako gminna jednostka organizacyjna, tworzona na podstawie art. 9 ust. 1 ustawy z dnia 8 marca 1990 r.o samorządzie gminnym, posiada status jednostki budżetowej.
Ośrodek pomocy społecznej, realizując gminną strategię rozwiązywania problemów społecznych i wykonując zadania własne gminy w tym zakresie, podlega formalnie organowi wykonawczemu gminy (wójtowi, burmistrzowi lub prezydentowi miasta). Kierownik ośrodka pomocy społecznej może wytaczać na rzecz obywateli powództwa o roszczenia alimentacyjne. W postępowaniu przed sądem stosuje się odpowiednio przepisy o udziale prokuratora w postępowaniu cywilnym. Organ wykonawczy gminy udziela kierownikowi ośrodka pomocy społecznej upoważnienia do wydawania decyzji administracyjnych w indywidualnych sprawach z zakresu pomocy społecznej należących do właściwości gminy.